# Licia Ronzulli

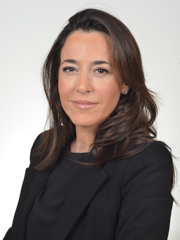
Licia Ronzulli (2018)

Licia Ronzulli (* 14. September 1975 in Mailand) ist eine italienische Politikerin.

## Werdegang
Ronzulli ist eine ausgebildete Krankenschwester und schloss eine Weiterbildung zur Krankenhausmanagerin ab. 2003 hat sie die Leitung des Pflegepersonals in der orthopädischen Fachklinik „Irccs Galeazzi“ in Mailand übernommen.
Ihre politische Karriere begann mit einer erfolglosen Kandidatur bei den Parlamentswahlen 2008 für einen Sitz in der Abgeordnetenkammer in Reihen der Berlusconi-Partei Popolo della Libertà (PdL). Im Jahr darauf trat Ronzulli erneut für die Pdl bei der Europawahl an und konnte einen Sitz im Europäischen Parlament erringen. In Straßburg beschäftigte sie sich mit sozialen Fragen, insbesondere was die Gleichstellung der Geschlechter und die Chancengleichheit von Frauen anbelangt. Für internationales Aufsehen sorgte ihr Auftritt im Europäischen Parlament mit ihrer wenige Wochen alten Tochter, mit dem sie die Öffentlichkeit auf die Probleme von arbeitenden Müttern aufmerksam machen wollte. Auch später war ihre 2010 geborene Tochter noch öfters bei Parlamentssitzungen in Straßburg präsent.
Bei der Europawahl 2014 konnte sie ihren Sitz nicht verteidigen. Von 2015 bis 2017 war Ronzulli als Vizepräsidentin Mitglied des Verwaltungsrats der Messe Mailand AG. Es wird ihr nachgesagt, dass sie als Vermittlerin eine bedeutende Rolle beim Verkauf des von Silvio Berlusconi kontrollierten AC Mailand im Juni 2015 spielte. Mit Berlusconi hatte sie bereits 2008 engere Verbindungen und war laut abgehörten Telefongesprächen bei der logistischen Organisation der später als Bunga-Bunga-Partys bekannten Privatfeste in der Berlusconi-Residenz in Arcore beteiligt. Als Angeklagte in der Ruby-Affäre wurde sie 2015 von allen Anklagepunkten in letzter Instanz freigesprochen.
Bei den Parlamentswahlen 2018 errang Ronzulli als Kandidatin der Forza Italia mit 56,80 % der abgegebenen Stimmen ein Direktmandat für den Senat im Wahlkreis Cantù. In der anschließenden Legislaturperiode stand sie dem Senatsausschuss für Kinder- und Jugendfragen vor und gehörte dem Ausschuss für Industrie, Handel und Tourismus im Palazzo Madama an. Nach den Parlamentswahlen 2022, bei der sie ihren Sitz im Senat erfolgreich verteidigen konnte, wurde sie von Silvio Berlusconi als mögliche neue Gesundheits- oder Bildungsministerin ins Spiel gebracht.
Aus ihrer geschiedenen Ehe mit Renato Cerioli ging eine Tochter hervor. In ihrer Freizeit engagiert sie sich für verschiedene gemeinnützige Vereine im Bereich Gesundheitsfürsorge und Krankenbetreuung in Entwicklungsländern.